# تپه فیروزآباد تپه ۲ (کد ۴۵)
تپه فیروز آباد تپه ۲ (ک - ۴۵) مربوط به دوران پیش از تاریخ ایران باستان - دوران‌های تاریخی پس از اسلام است و در شهرستان کنگاور، روستای فیروز آباد تپه واقع شده و این اثر در تاریخ ۲۴ فروردین ۱۳۸۲ با شمارهٔ ثبت ۸۱۱۳ به‌عنوان یکی از آثار ملی ایران به ثبت رسیده است.